# Nightwish
Nightwish es una banda de metal sinfónico procedente de Kitee, Finlandia, formada en 1996 por el compositor y teclista Tuomas Holopainen, el guitarrista Emppu Vuorinen y la cantante Tarja Turunen, todos ellos compañeros de instituto. La música de Nightwish se inspira intensamente en música de cine, la literatura, los sentimientos y el folclore nórdico. Además, Holopainen reveló que antes de formar la banda se inspiró en Stratovarius.
Desde su primer álbum Angels Fall First (1997), Nightwish ocupa un lugar destacado en su país de origen. El reconocimiento internacional lo alcanzaron con los álbumes Oceanborn (1998) y Wishmaster (2000), y su consolidación como banda de referencia fue en 2002 con Century Child y con el álbum Once (2004). En octubre de 2005, Turunen fue expulsada de la banda a través de una carta abierta escrita por Holopainen y respaldada por el resto del grupo. Después de revisar más de 2000 maquetas de cantantes aspirantes, en mayo de 2007 se anunció que la nueva vocalista era la sueca Anette Olzon. A finales de 2007 salió a la venta Dark Passion Play, y a principios de 2011 publicaron Imaginaerum. En octubre de 2012, la banda anunció la separación por mutuo acuerdo con Olzon y contrató a la vocalista Floor Jansen (exintegrante de After Forever-ReVamp), que es la actual voz femenina del grupo.
De acuerdo a la Federación Internacional de la Industria Fonográfica, Nightwish es una de las bandas de heavy metal más importantes y emblemáticas del género a nivel europeo y a nivel internacional, además de ser el grupo de música de mayor éxito de ventas de Finlandia con más de nueve millones de copias vendidas a nivel mundial. Y recibió más de 60 premios de oro y platino, después de haber lanzado cinco álbumes Número 1 y trece sencillos Número 1.
El 26 de octubre de 2018, Nightwish fue incluido en el Salón de la Fama de la Música Finlandesa, convirtiéndose en el miembro número 11 de la galería honoraria.

## Historia

### 1996-1997: Formación y álbum debut
Nightwish nació de la mano de Tuomas Holopainen en el verano de 1996 durante una salida de campamento. Invitó a unirse a sus compañeros de instituto Tarja Turunen (en ese momento una novata soprano de la Sibelius-Akatemia en Helsinki) y Emppu Vuorinen, tiempo después llegó a la banda recomendado por Emppu Jukka Nevalainen. Durante la primera mitad de 1997, firmaron un contrato con Spinefarm Records y grabaron una demo de 7 canciones (entre ellas Nightwish, la cual daría su nombre a la banda), las cuales fueron incluidas posteriormente en Angels Fall First, el primer disco de la banda. En el segundo semestre de dicho año grabaron otras 4 canciones y publicaron el sencillo titulado «The Carpenter», con la colaboración de Darkwoods My Betrothed y Children of Bodom, que fue un éxito de ventas en Finlandia Finalmente, a principios de noviembre, salió al mercado Angels Fall First, con idéntico resultado.

### 1998-2000: Reconocimiento Internacional
A principios de 1998 se solucionó la carencia de un bajista estable con la incorporación de Sami Vänskä, que en noviembre fue convocado para tocar dicho instrumento en la gira de Angels Fall First y en la grabación de su segundo trabajo titulado Oceanborn, que incluyó la colaboración de Tapio Wilska en las voces de las canciones «Devil And The Deep Dark Ocean» y «The Pharaoh Sails To Orion», por lo que fue el primer vocalista invitado del grupo. Oceanborn alcanzó el puesto número 5 en las listas de ventas de Finlandia, y el primer sencillo del álbum, «Sacrament of Wilderness» fue directamente al número 1, donde permaneció varias semanas. El segundo sencillo fue «Walking in the Air», una versión de una pieza de Howard Blake incluida en la banda sonora de los dibujos animados «The Snowman» que Tuomas deseaba versionar desde que tenía 7 años. «Walking in the Air» logró vender 5 000 copias en Finlandia.
En 1999 grabaron el video «Sleeping Sun (Four ballads of the Eclipse)», cuyo sencillo vendió 15 000 copias en su primer mes en el mercado y contiene las canciones «Sleeping Sun», «Walking in the Air», «Angels Fall First» y «Swanheart».
Al comienzo del año 2000 la agrupación finlandesa volvió a los estudios y comenzó a trabajar en su tercer disco Wishmaster, trabajo que se vio interrumpido cuando decidieron presentarse a la selección nacional de su país para Eurovisión. Llegaron a la final pero la votación del jurado de la televisión finlandesa hizo que quedaran en tercer lugar, habiendo arrasado en el voto telefónico, lo que impidió a la banda participar en el festival.
Wishmaster fue lanzado en mayo y la gira «Wishmaster World Tour» empezó en Kitee, la ciudad natal de la banda. Después del concierto, la banda recibió discos de oro por el álbum Oceanborn y los sencillos «Sacrament of Wilderness», «Walking in the Air» y «Sleeping Sun». Wishmaster fue directamente al número uno en las listas de ventas finlandesas y se quedó en esa posición durante tres semanas, alcanzando también la marca de disco de oro. El disco fue aprobado tanto por los admiradores como por los medios especializados, y fue nombrado álbum del mes por la revista alemana Hard Rock, debutando en las listas nacionales de Alemania en el puesto número 21 y en el puesto número 66 en Francia.
La gira «Wishmaster World Tour» continuó desde Kitee por los grandes festivales de Finlandia y en julio de 2000 se trasladó a América del Sur con conciertos en Brasil, Chile, Argentina, Panamá y México. Continuó en los festivales musicales Wacken Open Air y Biebop Metal Fest y con su primer tour europeo con Sinergy y Eternal Tears Of Sorrow.
El siguiente proyecto de Nightwish incluyó la realización de un álbum en vivo titulado From Wishes to Eternity, publicado en DVD y VHS (solo para Finlandia), el concierto fue en Tampere el 29 de diciembre de 2000. El material se lanzó el 31 de mayo de 2001 en Finlandia y en todo el mundo.

### 2001:Over The Hills and Far Away
En 2001, Nightwish vuelve a grabar eligiendo una versión del tema de Gary Moore Over The Hills and Far Away, dos nuevas canciones («Tenth Man Down» y «Away») y una versión regrabada de «Astral Romance» del disco Angels Fall First, con colaboración de Tony Kakko, vocalista de Sonata Arctica. Para completar el EP se incluyeron algunas versiones en directo de canciones de la banda.
El 30 de junio de 2001 Over the Hills And Far Away alcanzó el puesto número uno en las listas musicales de Finlandia durante tres semanas seguidas, lo que supuso el disco de oro. Tras la gira en Nivala la banda estuvo a punto de separarse, motivo por el cual Tuomas se retiró a Laponia para reflexionar sobre los cambios que serían necesarios para que Nightwish continuara. Según sus propias palabras, Tuomas quería acabar con la banda debido a los prolongados desacuerdos dentro de la misma.
Sami Vänskä, quien había estado con ellos desde Oceanborn fue expulsado de la banda. Marco Hietala, conocido de Tarot y Sinergy, se comprometió a intervenir como sustituto para el próximo álbum y la gira. King Foo Entertainment se convirtió en la nueva agencia de Nightwish y su viejo amigo Ewo Rytkönen se convirtió en su representante. Para celebrar el nuevo comienzo, se abrió la primera tienda oficial para productos de la banda, llamada Nightwish-Shop, incluida en la web oficial de la banda el 24 de noviembre de 2001, un mes antes de Navidad.

### 2002-2003:Century Child, nuevo bajista y cambio de estilo

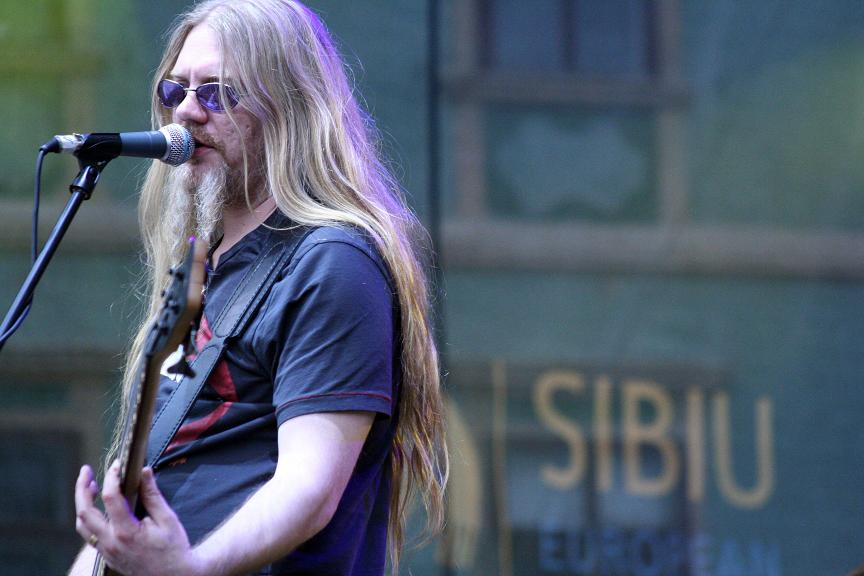
Marko Hietala bajista de Nightwish desde 2002 hasta 2021.

En el 2002 lanzaron Century Child, cuarto álbum de la agrupación, cuyas grabaciones habían comenzado en enero y en el que se produjo un ligero cambio de estilo. «Ever Dream», el primer sencillo fue disco de oro en Finlandia en solo 2 días. Al mismo tiempo, Nightwish anunció que se tomaría un descanso tan pronto terminara «World Tour of the Century».
El álbum se publicó en mayo de 2002 y fue disco de oro en Finlandia en solo dos horas y disco de platino después de dos semanas al vender 30 000 copias. Al mismo tiempo, Nightwish consiguió la primera posición tanto en la lista de sencillos como en la de álbumes, y por primera vez en países extranjeros como Alemania posicionándose en el número 5, y en Austria posicionándose en el número 15.
En julio, Nightwish recorrió con éxito América del Sur, donde casi todas las entradas fueron agotadas. Nightwish firmó contrato con la casa discográfica Nuclear Blast, lo cual redundó en una mejora considerable de la comercialización de este disco a nivel internacional. Century Child fue el segundo álbum más vendido en Finlandia en 2002. A finales de 2002, la banda comenzó un descanso que permitió a sus miembros vivir otras experiencias; Jukka siguió con Sethian y tuvo una hija llamada Luna con su novia Satu, Tuomas siguió con For My Pain y Timo Rautiainen & Trio Niskalaukaus, Emppu tocó con Altaria y Marko con Tarot. En 2003 Tarja Turunen contrajo matrimonio con el argentino Marcelo Cabulli empresario de la discográfica Nems, y fue becada para estudiar canto lírico en Alemania.

### 2004-2005:Once, consagración y salida de Tarja Turunen

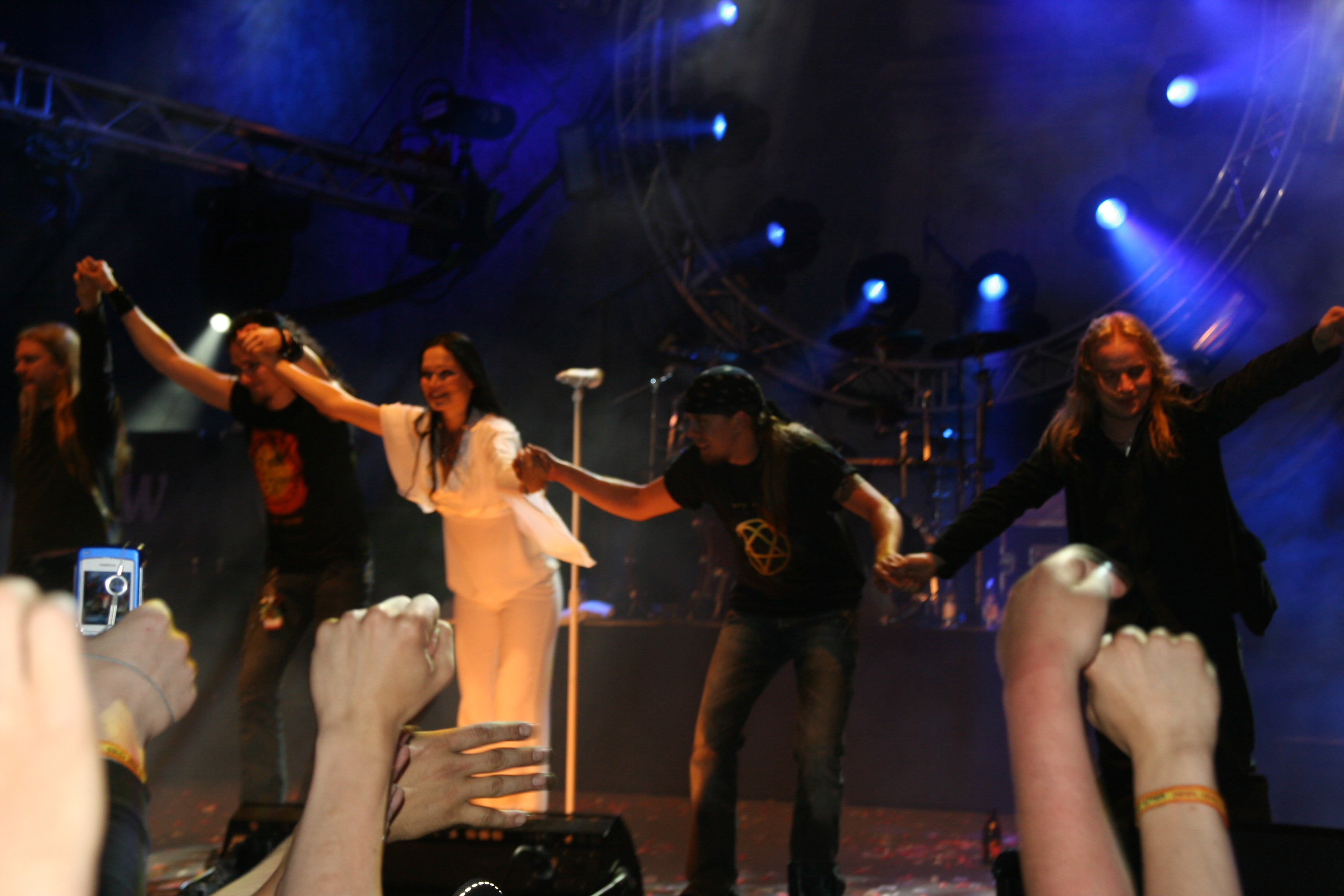
Nightwish en vivo en Jämsä, Finlandia, 25 de junio de 2005.

Tuomas Holopainen decidió aportar un presupuesto de grabación mayor y contrató una orquesta que acompañase a la banda en su nuevo álbum; la elegida fue la Orquesta Filarmónica de Londres, cuyos músicos grabaron todas sus partes en tan solo 8 horas en el estudio. La banda se reunió para terminar el álbum en Finlandia, como de costumbre. Once se publicó el 7 de junio de 2004, y alcanzó gran éxito comercial, ocupando el primer lugar en las listas de Alemania, Eslovaquia, Grecia, y Finlandia, donde vendió más de 30 000 copias y obtuvo disco de platino en su primer día, rompiendo el récord de Century Child como mejor álbum de venta en menos tiempo en el país, además de convertirse en el disco más vendido en Europa. La banda comenzó el «Once Upon a Tour» que llevó a Nightwish por primera vez a Portugal como parte del Festival Vilar de Mouros, a Japón, a Australia y a Estados Unidos, y a varios estadios de Europa.
En 2005, después de más de 130 actuaciones, la banda finalizó la gira con un concierto especial en Helsinki ante más de 11 500 personas, el cual fue grabado para un DVD titulado End of an Era lanzado el 1 de junio de 2006.
Inmediatamente después de este concierto, Tarja fue expulsada de Nightwish mediante una carta abierta, publicada en el sitio web de la agrupación, y redactada por Tuomas Holopainen a nombre del resto de los miembros.
A pesar de todo, a finales de 2005 Once había ganado tres discos de platino en Finlandia y otro en Alemania, había vendido más de 200 000 ejemplares y se consolidó el aumento de ventas en varios países, incluyendo un certificado de oro por la venta de más de 500 000 copias en Europa, y total de más de un millón de copias vendidas en todo el mundo.

### 2006-2009:Dark Passion Playy entrada de Anette Olzon

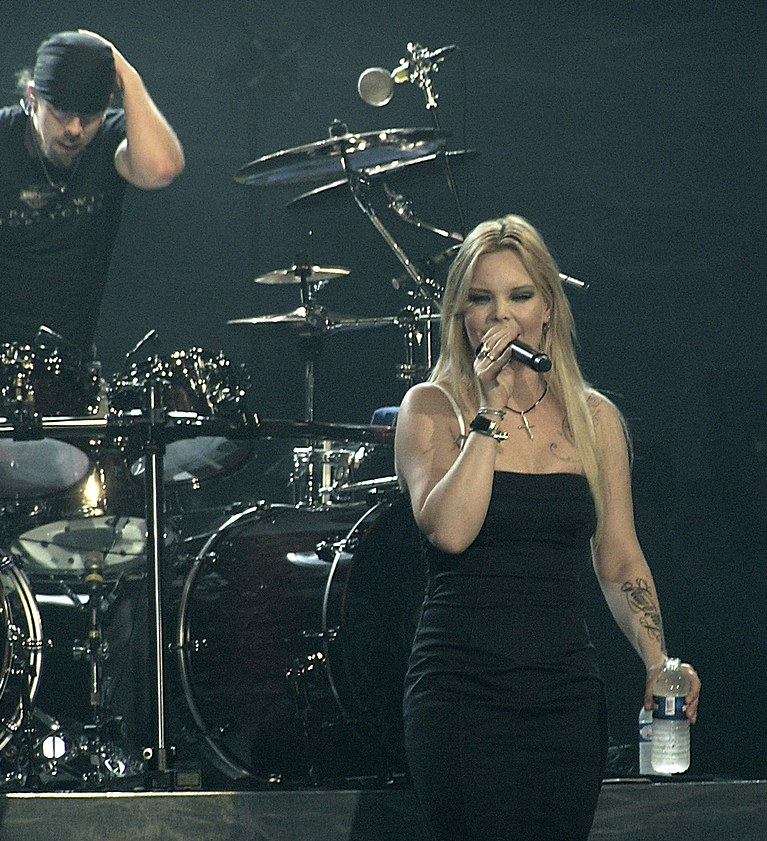
Anette Olzon en vivo con Nightwish en Croacia, 2009.

Para encontrar un reemplazo para Turunen el 17 de marzo de 2006, la banda permitió que las vocalistas interesadas enviaran maquetas. El 24 de mayo de 2007 se anunció a la sueca Anette Olzon, excantante de Alyson Avenue, de 35 años, como reemplazo de Turunen. Al día siguiente se publicó el sencillo «Eva» para descarga digital, todos los ingresos desde Europa por la compra del sencillo fueron donados a la fundación de niños sin recursos Die Arche, el sencillo fue exclusivamente para portales de Internet, y fue la primera canción en la que se pudo escuchar a Olzon cantar con el grupo. El 13 de junio, se reveló que Dark Passion Play era el título del nuevo álbum, así como el nombre y la portada del segundo sencillo, «Amaranth», que fue lanzado en Finlandia el 22 de agosto junto con una canción adicional titulada «While Your Lips Are Still Red», escrito por Tuomas como tema principal para la película finlandesa Lieksa. La portada del álbum se inspiró en el cuento El Pozo y el Péndulo del escritor estadounidense Edgar Allan Poe, por lo que la primera canción del álbum lleva el nombre de The Poet and the Pendulum, en una clara alusión al mismo Holopainen como el poeta que pierde la vida en el péndulo del tiempo. Dark Passion Play logró el disco de oro en ese país en menos de 2 días, El costo de la grabación del álbum fue de 500 000 libras esterlinas, lo que se convierte en el disco más caro en la historia de la música en Finlandia. Para promocionar Dark Passion Play publicaron 4 sencillos, «Eva» (únicamente para descarga digital), «Amaranth», «Erämaan Viimeinen», «Bye Bye Beautiful» y por último «The Islander». En varios países europeos los sencillos llegaron a los primeros puestos. Dark Passion Play salió a la venta en Europa en la última semana de septiembre de 2007, en el Reino Unido el 1 de octubre, y en los Estados Unidos el 2 de octubre. El 16 de diciembre de 2007, el álbum vendió 120.000 copias solo en Finlandia, obteniendo cuatro discos de platino. En febrero de 2010 el álbum recibió su quinto disco de platino en Finlandia. Dark Passion Play ha vendido más de 2 millones de copias desde su lanzamiento, convirtiéndose en el álbum más exitoso de la banda.

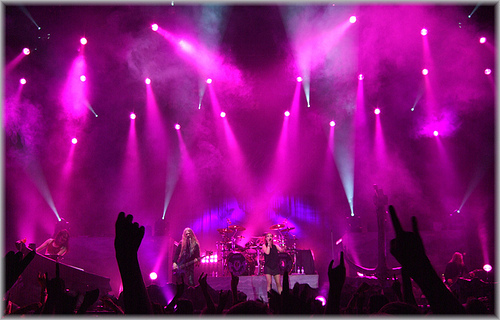
Nightwish durante el concierto del Dark Passion Play World Tour en Helsinki, Finlandia, el 19 de septiembre de 2009.

La gira mundial titulada «Dark Passion Play World Tour» comenzó el 6 de octubre de 2007 en Tel Aviv y finalizó el 19 de septiembre de 2009 en el Hartwall Arena (mismo lugar donde terminó la gira mundial correspondiente al álbum Once y donde darían su último show con Tarja Turunen). El 6 de marzo de 2009 la banda lanzó el álbum Made in Hong Kong (And in Various Other Places), con ocho canciones grabadas durante la gira promocional del «Dark Passion Play World Tour» entre 2007 y 2008.

### 2011-2012:Imaginaerum, separación de Olzon

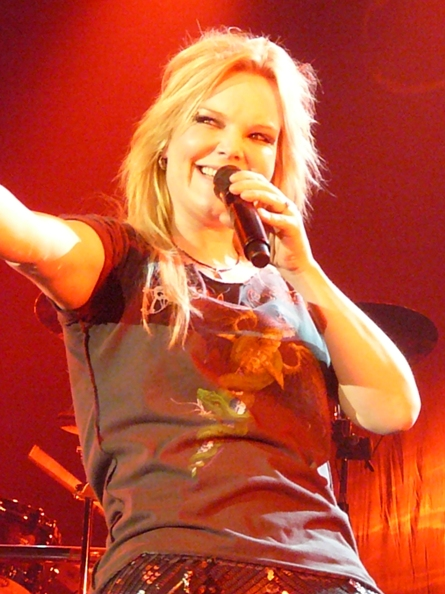
Imaginaerum fue el último álbum de Annete Olzon,el 1 de octubre de 2012 se confirma su salida de Nightwish, en mitad del «Imaginaerum World Tour».

En junio de 2009 la revista finlandesa Soundi, reveló que el compositor y teclista Tuomas Holopainen había comenzado a trabajar en un nuevo álbum. En octubre de 2009, se corrió el rumor que podría llamarse Wind Embraced, pero la vocalista Anette Olzon afirmó que los rumores «no eran ciertos», y dijo que las canciones no estaban finalizadas, salvo tres de ellas que se habían terminado antes de mayo de 2009. El 10 de febrero de 2011, Nightwish reveló el título del disco Imaginaerum, que es un álbum conceptual basado en una fantasía musical cinematográfica del mismo nombre.
La filmación de Imaginaerum comenzó en la primavera de 2011, y su estreno fue en 2012. En la web oficial se dieron a conocer las fechas de lanzamiento del álbum el 30 de noviembre del 2011 en Finlandia, el 2 de diciembre del 2011 en Europa y el 10 de enero del 2012 en Estados Unidos. El elenco principal lo componen actores británicos no muy conocidos internacionalmente, como Francis McCarthy y Marianne Farley, aunque también contó con algunos de más trayectoria, como Quinn Lord. Por otra parte, todos los miembros de la banda aparecen en pequeños papeles: Anette como Ann, Tuomas como Tom, Marco Hietala como Marcus, Emppu como Emil y Jukka como Jack. Estas similitudes en los nombres fueron hechas intencionalmente por el director, para que el público pudiera sentir la presencia del grupo. La banda sonora de la película se basó principalmente en las pistas del álbum, aunque Tuomas trabajó junto al compositor Petri Alanko para incluir material inédito que se publicó en el álbum de la banda sonora de la película. Las grabaciones se hicieron en Montreal entre finales de septiembre y principios de octubre de 2011 durante dieciocho días, mientras que el trabajo de edición se inició poco después. En mayo de 2012, la banda lanzó un pequeño adelanto de la película y más tarde confirmó el lanzamiento oficial para el 23 de noviembre de 2012.
El 2 de septiembre se reveló el nombre del primer sencillo «Storytime», que salió a la venta el 11 de noviembre de 2011. El 21 de enero de 2012 empezó el «Imaginaerum World Tour», el primer concierto fue en el Gibson Amphitheatre ubicado en Universal City, California. El 29 de febrero se lanzó en Finlandia el segundo sencillo, «The Crow, the Owl and the Dove».
El 1 de octubre de 2012 la banda anunció la separación por mutuo acuerdo entre Olzon y la banda. Parte del problema había sido que al pasar la cantante por una enfermedad, y en medio de ello, los miembros de la banda la sustituyeron en los conciertos por las cantantes Elize Ryd (Amaranthe) y Alissa White-Gluz (Arch Enemy). Anette declaró que le había molestado que la reemplazasen sin pedirle una opinión al respecto y sin comunicarle la decisión tomada, además de que durante su internamiento Holopainen se había preocupado principalmente de buscar un reemplazo para evitar la cancelación de la gira o un cambio de fecha. Olzon escribió al respecto en su blog: «Que un show sea más importante que un miembro de la banda, me parece algo totalmente fuera de este mundo». El último concierto de la banda con Anette Olzon fue el 29 de septiembre de 2012 en Salt Lake City (Utah, EE. UU..). Tras estas declaraciones, la banda publicó un comunicado en el que desmentía que se hubiese prescindido de ella por enfermedad o embarazo, y afirmando que lo habían hecho porque la personalidad de Annette era perjudicial para la banda
Tras la marcha de Anette, Nightwish continuó el «Imaginaerum World Tour» con Floor Jansen (exintegrante After Forever-Revamp) como cantante temporal.

### 2013-2018:Endless Forms Most Beautifuly cambios en la formación

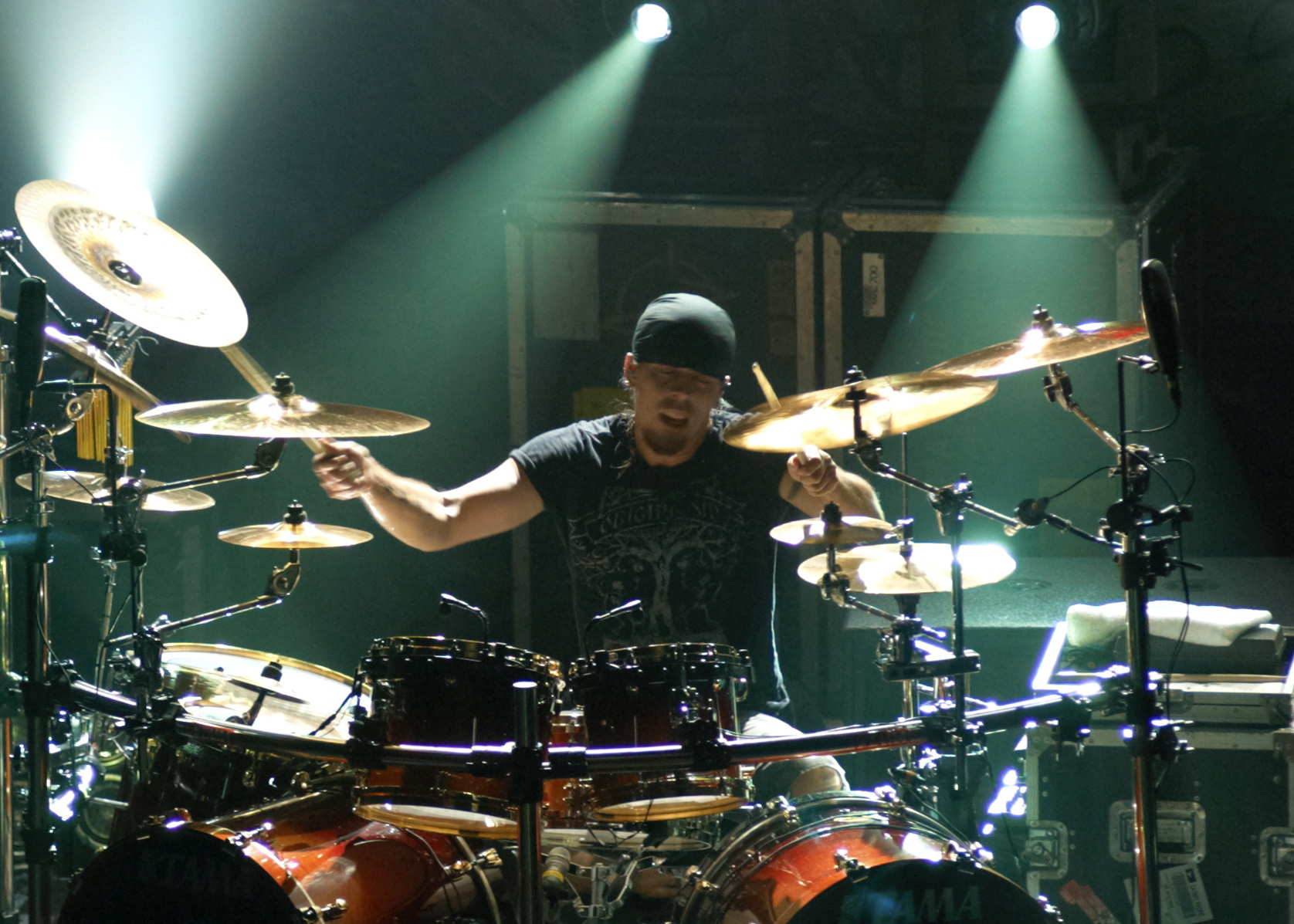
Jukka abandona la banda por problemas de insomnio

En una entrevista realizada para Metal Hammer en noviembre de 2012, Tuomas Holopainen declaró que tenían reservado un lugar de ensayo para el 2014, de julio a septiembre pero que antes de empezar a ensayar la banda se iba a tomar un descanso. El 9 de octubre de 2013 se oficializó a Floor Jansen como la nueva vocalista, junto a Troy Donockley. Ellos entraron al estudio en 2014 para comenzar la grabación del álbum, que se publicó en Europa en la primavera de 2015, en el cual se incluye «la canción más larga en la historia de la banda hasta el momento».
El 9 de julio de 2014, la banda publicó un vídeo del comienzo de proceso de grabación del álbum, mencionando que una demo de 12 canciones ya estaba lista por parte de Tuomas Holopainen y el productor Tero "Tee Cee" Kinnunen, y que el sello discográfico seguía siendo Nuclear Blast. El disco se grabó en la ciudad finlandesa de Eno. El 6 de agosto, Jukka Nevalainen anunció que se retiraba de su función de baterista debido al insomnio crónico que sufre, debido a que no le permitía cumplir su misión en la banda completamente. El grupo confirmó a Kai Hahto (Wintersun) como baterista para el nuevo álbum y gira, pero también admitió que Jukka Nevalainen seguiría al tanto de los negocios y de la gira de la banda, y que volvería a su puesto si se llegaba a recuperar de la enfermedad. El biólogo evolucionista y autor Richard Dawkins fue una estrella invitada en el disco, debido a que Holopainen «ha sido tan entusiasta acerca de este tipo de literatura en los últimos días, que en los próximos meses iba a salir de alguna manera», según él mismo comentó.
El 12 de agosto se reveló el primer sencillo del álbum llamado «Élan», que se lanzó 13 de febrero del 2015 junto con una canción que no se incluye en el álbum llamada «Sagan». El 22 de diciembre en la página oficial de Holopainen se reveló el nombre y la portada del nuevo disco, Endless Forms Most Beautiful. El 16 de enero hicieron pública la lista de canciones que se pusieron a la venta en diferentes formatos del nuevo álbum. Se publicó el 27 de marzo de 2015 y el 10 de abril a nivel a mundial, en República Checa debutó en el puesto uno y recibió el disco de oro después de solo dos días. El 16 de diciembre se publicara el quinto álbum en vivo titulado Vehicle of Spirit el material contiene los shows de Tampere y el de Londres.
El 9 de junio de 2017, la banda anunció que el 9 de marzo de 2018 marcaría el debut de una gira mundial de nueve meses titulada «Decades: World Tour», que finalizaría el 15 de diciembre de ese mismo año en Helsinki. Adicionalmente, revelaron el lanzamiento de un nuevo álbum de recopilación titulado Decades. La gira contará con «material raramente escuchado» y un set especial para los aficionados; en la fecha de apertura del 9 de marzo, a todos los miembros de la audiencia se les ofrecerá el álbum de Decades de forma gratuita. Durante la etapa latinoamericana de la gira, el concierto de Buenos Aires se filmó para un DVD en vivo conocido como Decades: Live in Buenos Aires, que se lanzó el 6 de diciembre de 2019.

### 2020-2023: Salida de Nevalainen,Human.:ll: Naturey la renuncia de Marko

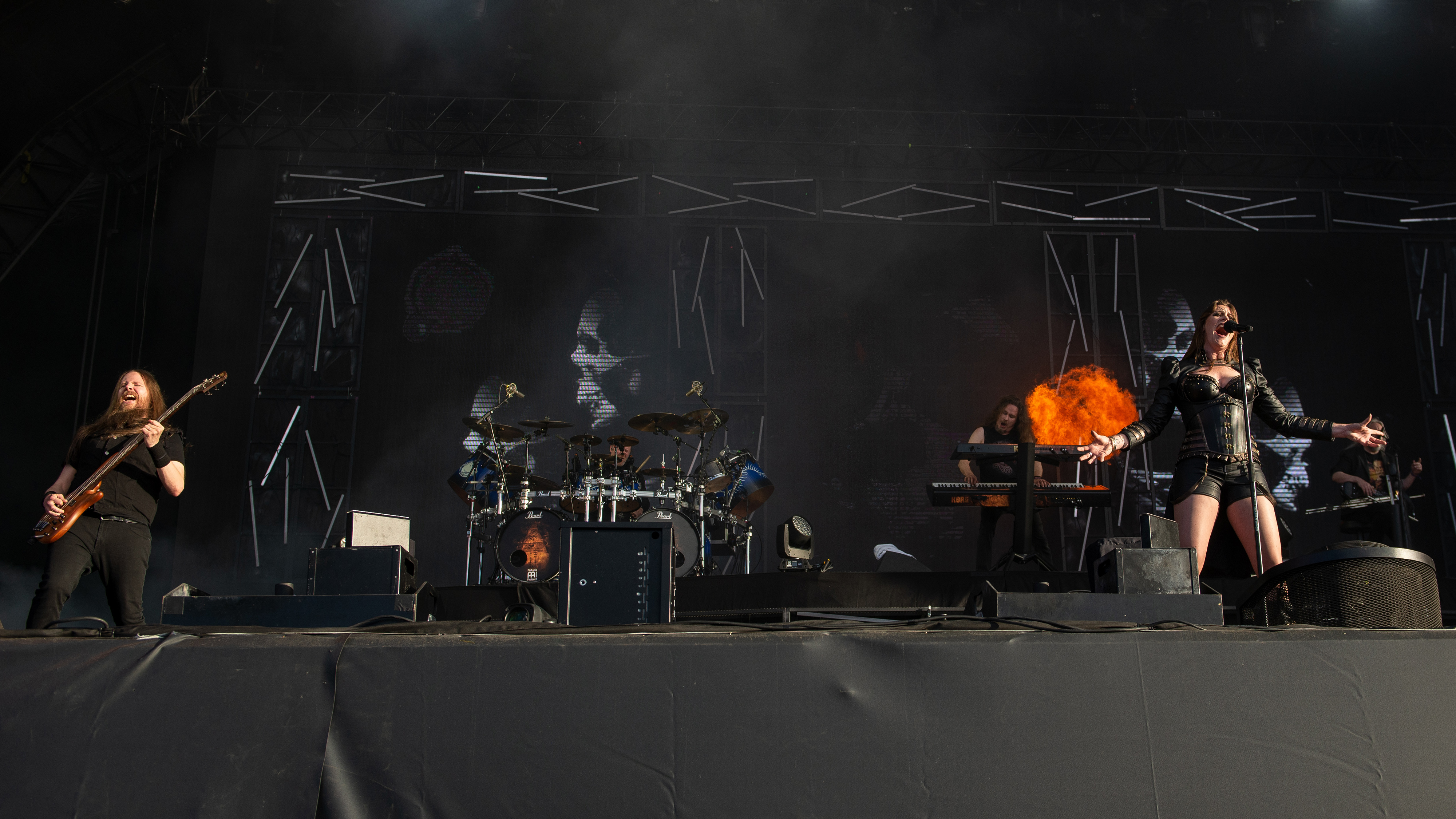
Nightwish en vivo en el festival de Hellfest en junio de 2022

El 15 de julio de 2019 la agrupación anunció a través de su página oficial que habían iniciado los trabajos para lo que será su noveno álbum de estudio, el cual será lanzado durante la primavera del 2020. Junto al mismo comunicado se publicó una declaración en la que el baterista Jukka Nevalainen anuncia su retiro definitivo como miembro de la banda, argumentando que, debido al insomnio severo que lo alejó en el pasado de los escenarios, había decidido no forzar su recuperación retomando sus labores al frente de la batería, por lo que Kai Hahto tomará su lugar como baterista de tiempo completo.
El 29 de septiembre de 2019 Kai Hahto publicó, a través de su página de Facebook, noticias sobre lo que sería el próximo vídeo musical de Nightwish. Adicionalmente, Floor Jansen, a través de su cuenta oficial de Instagram y Twitter, confirmó que el grupo se reunió en Helsinki a partir del 1 de octubre de 2019 para iniciar el rodaje del vídeo musical para su próximo álbum de estudio.
Para su gira del 2020, la banda inicialmente anunció conciertos en Latinoamérica, que incluyó las ciudades de Santiago, Buenos Aires, São Paulo y Río de Janeiro.
El 16 de enero de 2020 la banda anunció que se habían completado las grabaciones de su nuevo álbum de estudio y revelaron a través de su página oficial las ilustraciones, la portada del nuevo disco, el listado de canciones y el título del álbum: Human. :II: Nature. que se publicó oficialmente el 10 de abril de 2020. El nuevo trabajo musical de la banda fue grabado entre agosto y octubre del año 2019. Cabe resaltar que las fotos promocionales de la banda para este álbum fueron realizadas en el Museo de Historia Natural de Londres. 
El 6 de febrero de 2020 la banda da a conocer, a través de su cuenta oficial de YouTube, el primer sencillo del álbum titulado "Noise", el video oficial de la canción fue lanzado el 7 de febrero del mismo año y fue dirigido por Stobe Harju. El segundo sencillo, titulado Harvest, fue lanzado el 6 de marzo de 2020 a través de la cuenta oficial de YouTube de Nuclear Blast Records. El lanzamiento se realizó en medio de la pandemia del SARS-CoV-2, por lo que los conciertos y la gira promocional quedaron suspendidos hasta el año 2021.
El 12 de enero de 2021, Marko Hietala anunció su salida de la banda. El 27 de mayo es anunciado como bajista de sesión Jukka Koskinen.
En abril de 2021, Holopainen dijo en una entrevista que ya había comenzado a escribir borradores para el próximo álbum de Nightwish. Comentó en mayo de 2021 que había estado trabajando en nuevo material durante "el último mes o dos" mientras estaba ocupado con sus proyectos paralelos Auri y Darkwoods My Betrothed reunidos en los que se convirtió en miembro a tiempo completo. Confirmó que la banda reservó un estudio para el próximo álbum, que está programado para 2023.
El 21 de agosto de 2022, la banda anunció que el bajista Jukka Koskinen, que había estado tocando con ellos en reemplazo de Marco Hietala, se quedaría en Nightwish como miembro oficial.

### 2023-presente:Yesterwyndey receso temporal
En abril de 2021, Holopainen había dicho en una entrevista que ya había comenzado a escribir borradores para el próximo álbum de Nightwish. Dijo en mayo de 2021 que había estado trabajando en material nuevo durante el último mes o dos mientras estaba ocupado con sus proyectos paralelos Auri y Darkwoods My Betrothed reunidos en los que se convirtió en miembro a tiempo completo. Confirmó que la banda reservó un estudio para el próximo álbum, que está previsto para 2023.
Jansen, que estaba en ese momento, trabajando en su álbum debut en solitario Paragon, el 10 de junio de 2022 declaró que el sonido del próximo nuevo álbum se pondrá en una dirección más pesada, pero no perderá el sonido de la banda, mientras que ella también quería mantener el concepto para el álbum en secreto. Holopainen confirmó en una entrevista antes de la actuación de la banda en Knotfest en Turku, Finlandia, el 12 de agosto de 2022, que la banda había escuchado las demos. Holopainen confirmó que el próximo álbum será una continuación de Human. :II: Nature y la tercera y última parte de una trilogía que comenzó a partir de Endless Forms Most Beautiful, además de afirmar que el álbum saldrá a principios de 2024. Anunciando a la vez que el nuevo álbum no contará con un tour promocional, llevando a la banda a tomarse un receso indefinido de los escenarios.
El 30 de abril de 2024 la banda anuncia el décimo titulado Yesterwynde su lanzamiento será el 20 de septiembre de 2024.  El primer sencillo del álbum se llamara "Perfume of the Timeless", y se publicara el 21 de mayo de 2024.
No hubo ningún ciclo de giras para promocionar el álbum, ya que la banda había emitido un comunicado el 6 de abril de 2023 diciendo que harían un receso de dos a tres años después del lanzamiento del álbum. Donockley explicó el motivo del parón de las giras en una entrevista en septiembre de 2024, citando razones personales y el peligro de cansarse. En la misma entrevista, no descartó que la banda realizará algunos conciertos en 2027 con motivo del 30 aniversario de la banda. Durante el receso de la banda, el proyecto paralelo de Holopainen y Donockley, Auri, tiene previsto realizar una gira por Finlandia en agosto de 2025. Mientras que la vocalista Floor Jansen, emprenderá una gira en solitario 

## Música

### Estilo
En un comienzo, su principal compositor, teclista y director Tuomas Holopainen mezclaba la mitología y la fantasía. Él también siente especial admiración por las bandas sonoras (Hans Zimmer, Vangelis, Danny Elfman, Trevor Jones). La banda ha buscado en algunas ocasiones acercarse un poco hacia este género, añadiendo elementos nuevos y frescos como el sonido de una orquesta o la ayuda de un coro. Sin embargo, Holopainen su líder y creador estuvo en contacto por primera vez con el metal en un concierto de Metallica, y sintiéndose tan a gusto con esta atmósfera se inclinó hacia este género musical desde su adolescencia. El también ha utilizado elementos de la metafísica y la naturaleza.
Además usan una mezcla de power metal y metal sinfónico; su música se describe como «acústica» y «cinematográfica». El bajista y ex- vocalista Marko Hietala describe el sonido del grupo como metal sinfónico y melódico.
La banda abandonó su estilo clásico con un sonido más accesible en Century Child y Once. Su música fue reconocida por la soprano Tarja Turunen, descrita como una líder carismática con una voz de gran alcance. Las críticas de su evaluación se hizo menos operística solo con el lanzamiento de Once en 2004. El aumento del uso de los coros vocales e instrumentales, además de un gran número de orquestas, tuvo a la banda en ser conocida como una banda de «metal épico», especialmente en la canción «The Poet and the Pendulum» de 2007.
En su primer álbum Angels Fall First fue la introducción de elementos folclóricos, que fueron abandonados en Oceanborn. Sin embargo, el lanzamiento de Dark Passion Play marcó el regreso de este estilo en algunas canciones como «The Islander» y en «Last of the Wilds».
Si bien la música de Nightwish se centra en una cantante principal, la banda también ha presentado algunas voces masculinas en sus álbumes desde su lanzamiento debut Angels Fall First. Este álbum debut también incluía "elementos de música folk y ambiente" que fueron descartados en su posterior álbum Oceanborn. Sin embargo, la canción "Creek Mary's Blood" del álbum Once presentó algunas  melodías nativas americanas orientadas al folk.

### Idiomas
En su álbum debut de Angels Fall First, las canciones fueron escritas en inglés y finés, pero desde entonces la banda solo ha escrito canciones en inglés, con la única excepción de «Kuolema tekee taiteilijan» (2004) y «Creek Mary's Blood» (2004) en las partes finales es cantado por John Two-Hawks, «Erämaan viimeinen» (2007), que es una versión de «Last Of The Wild» (cantada por Jonsu de Indica) y «Taikatalvi» de Imaginaerum.

### Influencias
Holopainen siendo el escritor de la mayoría de las letras y la música de la banda, dice que obtiene la mayor parte de la inspiración para las canciones de Nightwish de la música de cine. Canciones como "Beauty of the Beast" (de Century Child), "Ghost Love Score" (de Once) y "The Poet and the Pendulum" (de Dark Passion Play) son ejemplos de esta influencia. Holopainen también ha dicho que la música de cine es la música que escucha por placer. Le gustan, por ejemplo, las partituras de The Village, Van Helsing, Las crónicas de Narnia: El león, la bruja y el armario y Marea roja, y prácticamente todo lo escrito por Hans Zimmer. Otras canciones, como "Bye Bye Beautiful" (de Dark Passion Play), y "Wish I Had an Angel" (de Once) tienen elementos de metal industrial, y algunas otras, como "The Islander" y "Last of the Wilds". " (de Dark Passion Play), "Creek Mary's Blood" (de Once) y el álbum Angels Fall First tienen elementos de música folclórica. Las bandas declaradas como influencia en Nightwish incluyen Children of Bodom, Theatre of Tragedy, The Gathering, My Dying Bride, Tiamat y The 3rd and the Mortal.
Nightwish también se ha destacado como una fuente de inspiración para otras bandas. Simone Simons, cantante principal de la banda holandesa de metal gótico/sinfónico  Epica, declaró que comenzó a cantar en un estilo clásico debido al álbum Oceanborn de Nightwish de 1998. Sander Gommans de  After Forever dijo que Nightwish "sin duda nos influirá en la creación de nuevas canciones". El cantante principal de la banda de power metal  Sonata Arctica,  Tony Kakko, ha explicado cuánta influencia tiene Nightwish para él. En diciembre de 2015, Dave Everley de Metal Hammer los describió como "la banda de metal más exitosa de Europa continental, más o menos un Rammstein".

## Actuaciones en vivo

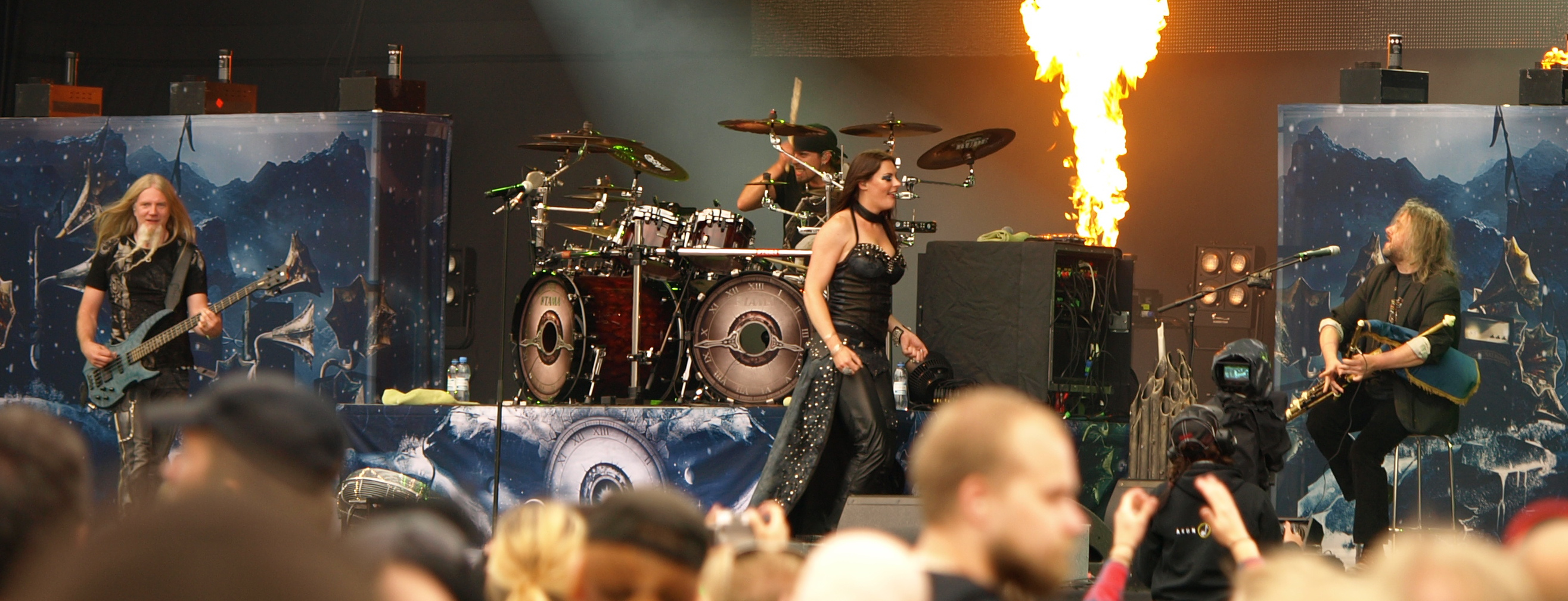
Nightwish en vivo en el Tuska Open Air de izquierda a derecha: Marco Hietala, Jukka Nevalainen, Floor Jansen y Troy Donockle

Nightwish dio su primera presentación en vivo el 31 de diciembre de 1997 en Kitee (Finlandia), con una audiencia de 400 personas. La banda se presentó solo a siete conciertos más hasta el final de 1998, porque Jukka y Emppu necesitaban estar en el servicio militar y Tarja no había terminado sus estudios. Después de Oceanborn y Wishmaster, los conciertos se han vuelto más elaboradas, con los mejores escenarios y efectos especiales. La primera presentación internacional del grupo ocurrió el 12 de noviembre de 1999 en Alemania durante el «Oceanborn Europa Tour». Cuando la banda todavía tenía a Tarja como cantante, interpretaba canciones de Wishmaster pero también de Oceanborn como «Sleeping Sun», también se la ha interpretado de vez en cuando. Nightwish tocó en algunos de los festivales de música más importantes, tales como «Lowlands», «Summer Breeze», «Tuska», «Rock am Ring»,«Exit Festibal», «Gates of Metal», «Wacken Open Air» y «Rock in Rio».
Contrariamente a los rumores de que Anette nunca podría cantar las viejas canciones de la banda, la cantante ya logró interpretar varios clásicos como «Nemo», «Ever Dream», «Wish I Had an Angel», «Sleeping Sun», «Wishmaster».«Walking in the Air», «Dead Boy´s Poem»
y »Higher Than Hope». Sin embargo, algunos están fuera de la cuestión como «Stargazers», «Passion and the Opera», «Phantom of the Opera» y «Angels Fall First» no podría llegar a cantar por la voz mezzosoprano de Turunen. En 2012 Olzon decidió abandonar el grupo durante el Imaginaerum World Tour. Para finalizarlo, Tuomas contrató a la neerlandesa Floor Jansen. Durante el «Endless Forms Most Beautiful World Tour» se volvieron a interpretar las canciones «Stargazers» y «Sleeping Sun».

## Miembros
Miembros actuales
|                   |                   |                  |                  |                  |                  |                   |                  |                              |                     |                |  |
|                   | Angels Fall First | Oceanborn        | Wishmaster       | Century Child    | Once             | Dark Passion Play | Imaginaerum      | Endless Forms Most Beautiful | Human. :II: Nature. | Yesterwynde    |  |
|                   | 1997              | 1998             | 2000             | 2002             | 2004             | 2007              | 2011             | 2015                         | 2020                | 2024           |  |
| Emppu Vuorinen    |                   |                  |                  |                  |                  |                   |                  |                              |                     |                |  |
| Tuomas Holopainen |                   |                  |                  |                  |                  |                   |                  |                              |                     |                |  |
|                   | Jukka Nevalainen  | Jukka Nevalainen | Jukka Nevalainen | Jukka Nevalainen | Jukka Nevalainen | Jukka Nevalainen  | Jukka Nevalainen | Kai Hahto                    | Kai Hahto           | Kai Hahto      |  |
|                   | E. Vuorinen       | Sami Vänskä      | Sami Vänskä      | Marko Hietala    | Marko Hietala    | Marko Hietala     | Marko Hietala    | Marko Hietala                | Marko Hietala       | Jukka Koskinen |  |
| Tarja Turunen     | Tarja Turunen     | Tarja Turunen    | Tarja Turunen    | Tarja Turunen    | Tarja Turunen    | Anette Olzon      | Anette Olzon     | Floor Jansen                 | Floor Jansen        | Floor Jansen   |  |
|                   |                   |                  |                  |                  |                  | Troy Donockley    |                  |                              |                     |                |  |

|  | Álbum editado |  | voz (música)\|Voz |  | Bajo |

|  | Batería |  | Guitarra |  | Teclado/Piano |

|  | Gaitas/Flautas |

- Floor Jansen (2012 (Miembro oficial en 2013) -): voz
- Emppu Vuorinen (1996 -): guitarra eléctrica, guitarra acústica
- Tuomas Holopainen (1996 -): teclado, piano
- Kai Hahto (2014 (Miembro oficial en 2019) -): batería, Percusión
- Troy Donockley (2007 (Miembro oficial en 2013) -): gaitas, flautas, coros, bodhrán, guitarra acústica
- Jukka Koskinen (2021 (Miembro oficial en 2022 - ): bajo eléctrico

Miembros antiguos
- Tarja Turunen (1996 - 2005): voz
- Anette Olzon (2007 - 2012): voz
- Sami Vänskä (1998 - 2001): bajo eléctrico
- Marko Hietala (2001 - 2021): bajo eléctrico, voz principal masculina, coros, guitarra acústica
- Jukka Nevalainen (1997 - 2019): batería, percusión

Músicos invitados
- Alissa White-Gluz: vocalista invitada en «Imaginaerum North American Tour» (2012)
- Elize Ryd: vocalista invitada en «Imaginaerum North American Tour» (2012)
- Troy Donockley: bodhrán, gaita Uilleann, guitarra acústica y flautas, invitado en Dark Passion Play (2007), Imaginaerum (2011) e «Imaginaerum World Tour» (2011-2013)
- Tapio Wilska: voz masculina, voz gutural, invitado en Oceanborn (1998), Over the Hills and Far Away/From Wishes to Eternity (2001), «Oceanborn Europe Tour» (1999), «Wishmaster World Tour» (2000), «World Tour of the Century» (2003) y «Decades: World Tour» (2018)
- Tony Kakko: voz masculina, invitado en Over the Hills and Far Away/From Wishes to Eternity (2001), «Wishmaster World Tour» (2000) y «Endless Forms Most Beatiful World Tour» en Rock in Rio (2015)
- John Two-Hawks: flauta y voz masculina, invitado en Once (2004), End of an Era (2006), «Once Upon a Tour» (2004) y «Dark Passion Play Tour» (2007)

## Discografía
- Angels Fall First (1997)
- Oceanborn (1998)
- Wishmaster (2000)
- Century Child (2002)
- Once (2004)
- Dark Passion Play (2007)
- Imaginaerum (2011)
- Endless Form Most Beautiful (2015)
- Human. :II: Nature. (2020)
- Yesterwynde (2024)